# International Hockey League 2008/09
Die Saison 2008/09 war die 18. reguläre Saison der International Hockey League (bis 1997 Colonial Hockey League, bis 2007 United Hockey League). Die sechs Teams absolvierten in der regulären Saison je 76 Begegnungen. Das punktbeste Team der regulären Saison waren die Fort Wayne Komets, die in den Play-offs den Turner Cup gewannen.

## Teamänderungen
Folgende Änderungen wurden vor Beginn der Saison vorgenommen:
- Die Muskegon Fury änderten ihren Namen in Muskegon Lumberjacks.

## Reguläre Saison

### Abschlusstabelle
Abkürzungen: GP = Spiele, W = Siege, L = Niederlagen, T = Unentschieden, OTL = Niederlage nach Overtime, GF = Erzielte Tore, GA = Gegentore, Pts = Punkte
|                            | GP | W  | L  | OTL | SOL | GF  | GA  | Pts |
| -------------------------- | -- | -- | -- | --- | --- | --- | --- | --- |
| Fort Wayne Komets          | 76 | 46 | 18 | 3   | 9   | 288 | 213 | 104 |
| Port Huron Icehawks        | 76 | 44 | 21 | 6   | 5   | 262 | 201 | 99  |
| Muskegon Lumberjacks       | 76 | 43 | 26 | 3   | 4   | 315 | 298 | 93  |
| Kalamazoo Wings            | 76 | 44 | 29 | 2   | 1   | 274 | 253 | 91  |
| Bloomington PrairieThunder | 76 | 29 | 40 | 2   | 5   | 235 | 291 | 65  |
| Flint Generals             | 76 | 22 | 47 | 2   | 5   | 241 | 359 | 51  |

## Turner-Cup-Playoffs
|  | Turner-Cup-Halbfinale | Turner-Cup-Halbfinale | Turner-Cup-Halbfinale |  |  | Turner-Cup-Finale | Turner-Cup-Finale    | Turner-Cup-Finale |
|  |                       |                       |                       |  |  |                   |                      |                   |
|  |                       |                       |                       |  |  |                   |                      |                   |
|  | 1                     | Fort Wayne Komets     | 4                     |  |  |                   |                      |                   |
|  | 4                     | Kalamazoo Wings       | 2                     |  |  |                   |                      |                   |
|  |                       |                       |                       |  |  | 1                 | Fort Wayne Komets    | 4                 |
|  |                       |                       |                       |  |  | 3                 | Muskegon Lumberjacks | 1                 |
|  | 2                     | Port Huron Icehawks   | 2                     |  |  |                   |                      |                   |
|  | 3                     | Muskegon Lumberjacks  | 4                     |  |  |                   |                      |                   |
|  |                       |                       |                       |  |  |                   |                      |                   |

## Vergebene Trophäen

### Mannschaftstrophäen
| Auszeichnung                     | Team              |
| -------------------------------- | ----------------- |
| Turner Cup Gewinner der Playoffs | Fort Wayne Komets |